# Црква Живоносног Источника Пресвете Богородице у Врњачкој Бањи
Црква Живоносног Источника Пресвете Богородице у Врњачкој Бањи је нови богослужбени храм који припада Епархији жичкој Српске православне цркве.
Темеље цркве који се налазе у централном бањском парку Врњачке Бање, освештао је априла 2012. године, тадашњи епископ жички Хризостом. Цркву је пројектовао архитекта Димитрије Љ. Маринковић. Исти архитекта је аутор и пројекта мермерног пода и иконостаса са проскинитарима, као и звоника који се налази у непосредној близини цркве. 